# Elizabeth Jelin
Elizabeth Jelin (Buenos Aires, 9 de septiembre de 1941) es una socióloga e investigadora social argentina, que trabaja temas como derechos humanos, las memorias de represión política, la ciudadanía, género, familia y movimientos sociales.
Realizó su licenciatura en sociología en la Universidad de Buenos Aires (UBA) y obtuvo su doctorado en sociología en la Universidad de Texas.

## Carrera profesional
Estudió sociología en la Universidad de Buenos Aires.  Desde el año de 1964 y hasta 1973 fue investigadora visitante en el Centro de Investigaciones Económicas en la Universidad de Nuevo León en Monterrey, México y se doctoró en sociología en la Universidad de Texas (Estados Unidos).
En Brasil, a principios de la década de 1970, realizó investigaciones sobre el trabajo de las mujeres en Salvador, Bahía. En estos trabajos habla de temas como la organización obrera y el sindicalismo; donde muestra su interés por los movimientos sociales y de acción colectiva, así como las condiciones de vida cotidiana y de trabajo.
En 1975, un año antes del golpe militar en Argentina, Jelin conformó El Centro de Estudios de Estado y Sociedad (CEDES) junto con un grupo de académicos e intelectuales en donde se realizan investigaciones sin fines de lucro y que permitió un espacio de investigación crítica a pesar de las duras condiciones que el país enfrentaba por el golpe militar. 
De 1976 a 1983 regresa a Argentina durante el periodo de la dictadura militar. Ha desempeñado importantes cargos como directora del CEDES, siendo miembro del directorio del Instituto de Investigaciones de las Naciones Unidas para el Desarrollo Social (UNRISD), en la Comisión Mundial de Cultura y Desarrollo de Naciones Unidas (UNESCO), dentro del Social Science Research Council Nueva York (SSRC) y formando parte del Directorio Académico del Wissenschaftskolleg zu Berlin y miembro del Directorio Académico de dicha institución.  
Ha sido profesora e investigadora visitante en numerosas universidades (Princeton, Chicago, Oxford, Ámsterdam, Florida y Texas, entre otras) y en 2006 fue homenajeada con un premio otorgado por la Fundación Konex.

## Temas de investigación y obra principal
Las obras e investigaciones más importantes de Elizabeth Jelin tratan temas como los derechos humanos, las memorias de la represión política, la ciudadanía, los movimientos sociales y las transformaciones y problemáticas en la familia.

### El concepto de memoria en la obra de Elizabeth Jelin
Para Elizabeth Jelin la memoria tiene un papel significativo como mecanismo cultural que fortalece el sentido de pertenencia a grupos o comunidades. El concepto de memoria es mencionado en la mayoría de sus obras e investigaciones.
La memoria y el olvido son importantes cuando se vinculan a acontecimientos traumáticos de carácter político y a situaciones de represión y aniquilación, o cuando se trata de catástrofes sociales y situaciones de sufrimiento colectivo.
Según la autora la memoria se produce cuando hay sujetos que comparten una cultura y agentes sociales que intentan materializar los sentidos del pasado en diversos productos culturales que son pensados como transmisores de la memoria, algunos ejemplos de estos transmisores son: los libros, los museos, los monumentos o las películas. Estudiar la memoria implica referirse a recuerdos y olvidos, narrativas y actos, silencios y gestos; pero también huecos y fracturas.  
Jelin distingue dos tipos de memorias: las habituales y las narrativas. Pero se enfoca en las memorias narrativas porque dentro de ellas se pueden encontrar o construir los sentidos del pasado y más que encontrar las memorias heridas, se encuentran las heridas de la memoria. También menciona que hay una relación entre las prácticas del recuerdo y la memoria narrativa.  
Con base en lo escrito por Elizabeth Jelin, existe una diferencia entre los sexos por la forma en la que desarrollan habilidades en torno a la memoria.

## Obras publicadas
Algunos de sus trabajos más importantes son:
- La protesta obrera. Ediciones Nueva Visión. 1974.
- Familia y unidad doméstica (1ª edición). Centro de Estudios de Estado y Sociedad. 1984. ISBN 978-950-9572-00-3.
- Clases y movimientos sociales en América Latina (1ª edición). Centro de Estudios de Estado y Sociedad. ISBN 978-950-9572-10-2. (En coautoría con Fernando Calderón)
- Podría ser yo (1ª edición). De la Flor. 1987. ISBN 978-950-515-554-5.
- Trabajo y familia en el ciclo de vida femenino (3ª edición). Hvmanitas. 1989. ISBN 978-950-582-271-3.
- Los trabajos de la memoria (1ª edición). Siglo XXI España. 2002. ISBN 84-323-1093-X. Enlace a la obra
- Movimientos sociales más allá de la nación (1ª edición). Libros del Zorzal. 2003. ISBN 978-987-1081-21-9.
- Migraciones regionales hacia la Argentina (1ª edición). Prometeo Libros. 2005. ISBN 978-987-574-059-4. (Compiladora)
- Salud y migración regional (1ª edición). Prometeo Libros. 2006. ISBN 978-987-574-094-5. (En coautoría)
- Políticas sociales y acción local (1ª edición). Instituto de Enseñanza Superior - Ides. 2006. ISBN 978-987-95115-6-5.
- Formas de historia cultural (1ª edición). Universidad Nacional de General Sarmiento. 2007. ISBN 978-987-9300-89-3. (Obra colectiva)
- Argentina, la construcción de un país (1ª edición). Sudamericana. 2009. ISBN 978-950-07-3038-9. Reimpreso en 2012
- Fotografia e identidad: captura por la cámara, devolución por la memoria (1ª edición). Nueva Trilce. 2010. ISBN 978-987-24976-4-4.
- Pan y afectos: la transformación de las familias (1ª edición). Fondo de Cultura Económica. 2010. ISBN 978-950-557-852-8. Reimpreso en 2016
- Problemas de historia reciente del Cono Sur (1ª edición). Prometeo Libros. 2010. ISBN 978-987-574-432-5. (Obra colectiva)
- Por los derechos: mujeres y hombres en la acción colectiva (1ª edición). Nueva Trilce. 2012. ISBN 978-987-24976-9-9. (En coautoría)
- Las lógicas del cuidado infantil. Entre las familias, el Estado y el mercado (1ª edición). IDES. 2012. ISBN 978-987-21625-1-1. (En coautoría) Enlace a la obra
- Democracia, hora cero (1ª edición). Fondo de Cultura Económica. 2015. ISBN 978-987-719-068-7. (En coautoría)
- Antología del pensamiento crítico argentino contemporáneo (1ª edición). Consejo Latinoamericano de Ciencias Sociales - C.L.A.C.S.O. 2015. ISBN 978-987-722-111-4. (Obra colectiva)
- La lucha por el pasado - Cómo construimos la memoria social (1ª edición). Siglo XXI Editores Argentina. 2017. ISBN 978-987-629-748-6.

## Premios y reconocimientos
- Premio Bernardo Houssay a la Trayectoria en investigación en Ciencias Sociales, 2012[6]
- Premio Konex en Sociología, 2006[3]
- Profesora Honoraria de la Universidad Nacional de Villa María, 2017[7]
- Doctorado honoris causa de la Universidad Paris Ouest Nanterre La Défense (Francia), 2014